# Erinnyis
Erinnyis is een geslacht van vlinders uit de onderfamilie Macroglossinae van de familie pijlstaarten (Sphingidae).

## Soorten
- Erinnyis alope (Drury, 1773)
- Erinnyis crameri (Schaus, 1890)
- Erinnyis domingonis (Butler, 1875)
- Erinnyis ello (Linnaeus, 1758)
- Erinnyis guttalaris (Walker, 1856)
- Erinnyis impunctata Rothschild & Jordan, 1903
- Erinnyis lassauxii (Boisduval, 1859)
- Erinnyis obscura (Fabricius, 1775)
- Erinnyis oenotrus (Cramer, 1780)
- Erinnyis pallida Grote, 1865
- Erinnyis stheno (Geyer, 1829)
- Erinnyis yucatana (Druce, 1888)

Erinnyis alope
Erinnyis crameri
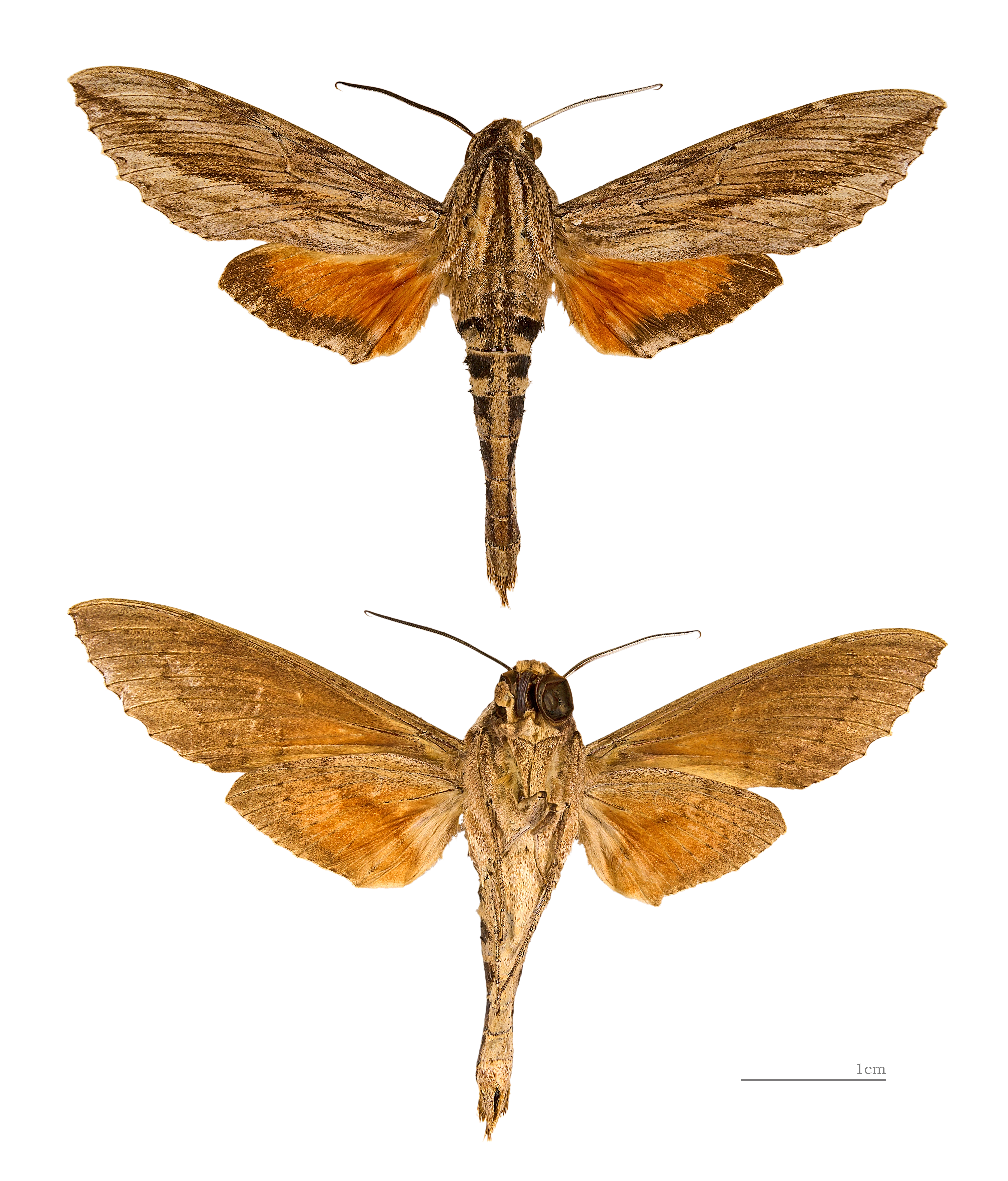
Erinnyis ello
Erinnyis guttularis
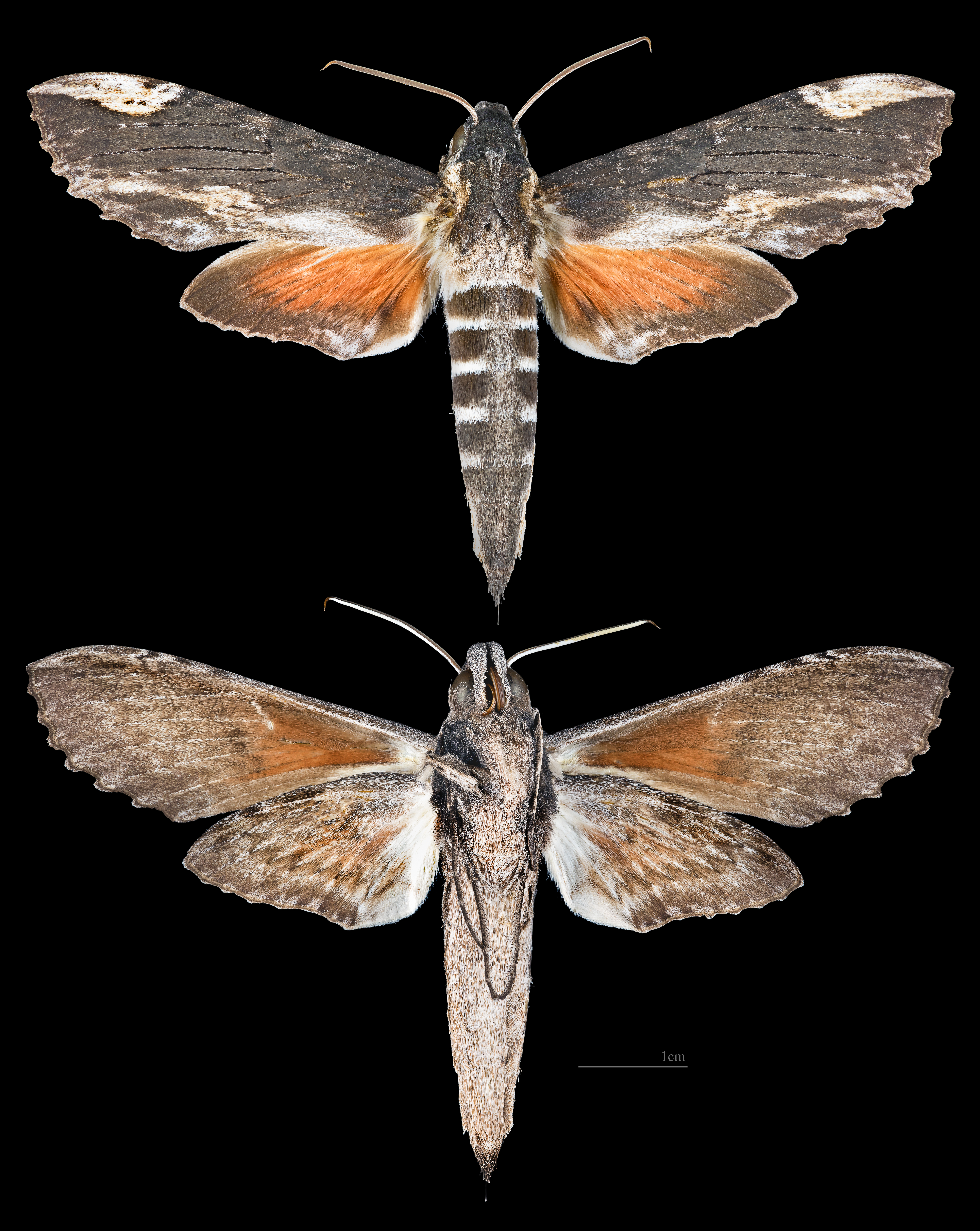
Erinnyis impunctata
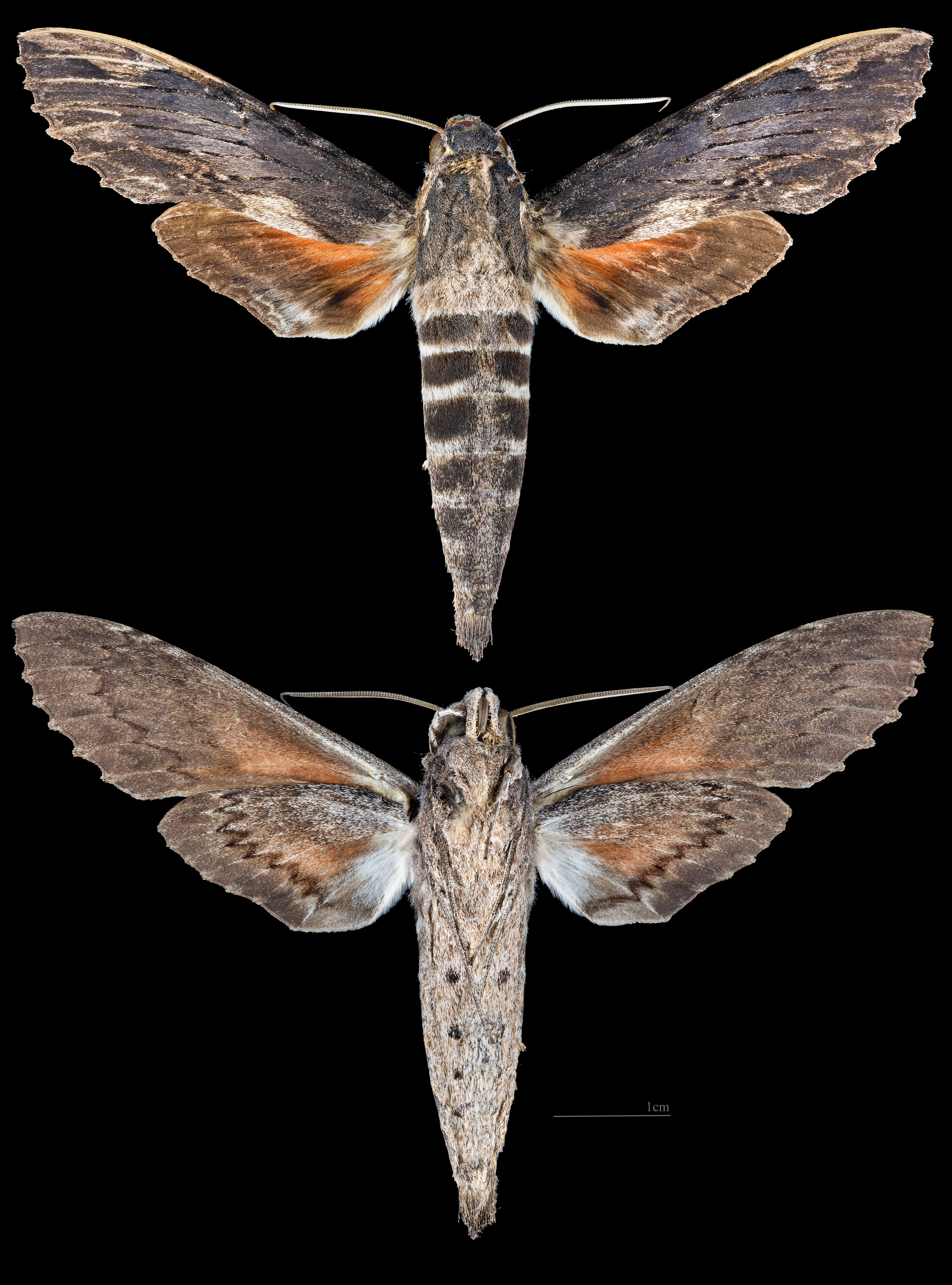
Erinnyis lassauxi
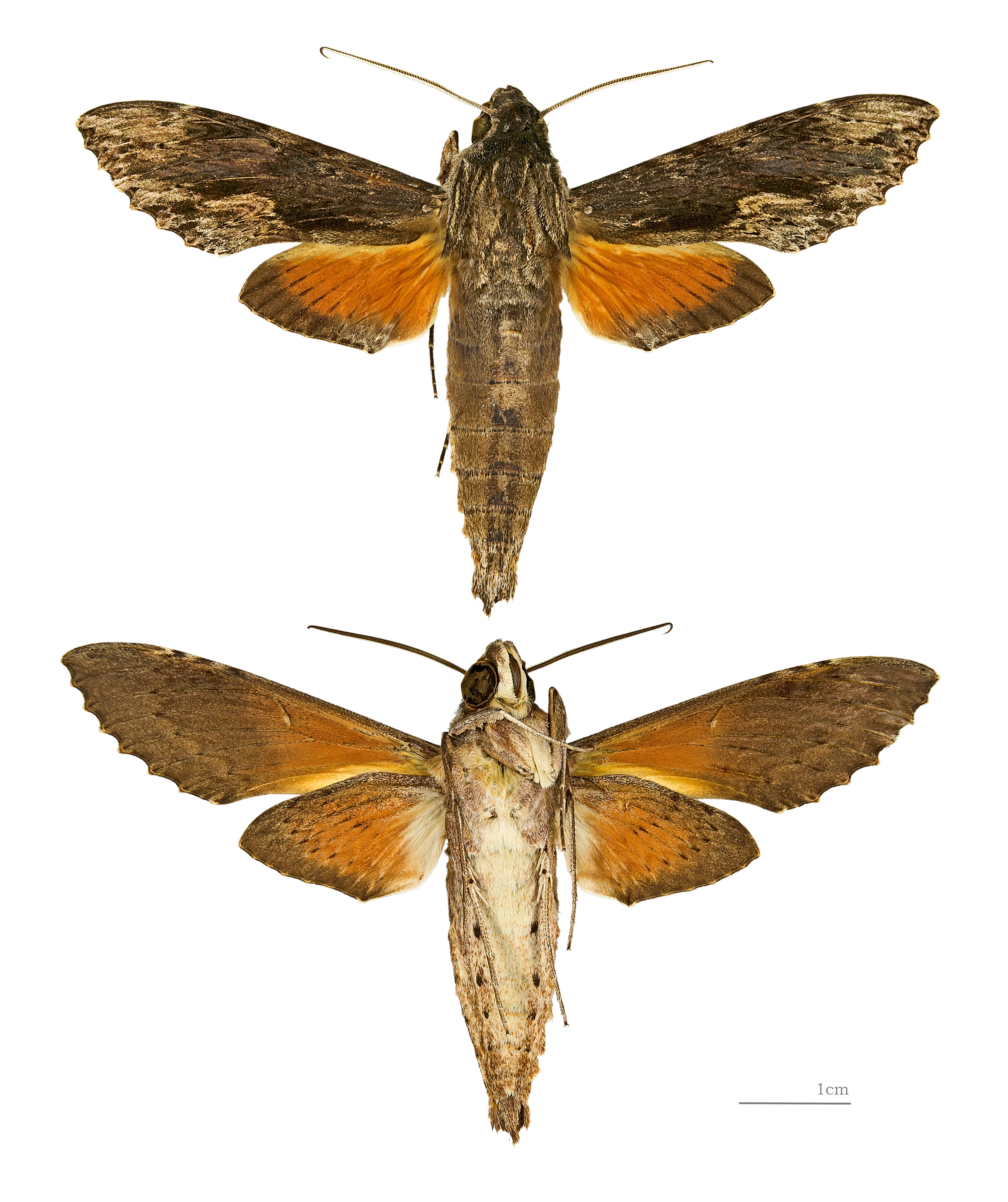
Erinnyis oenotrus
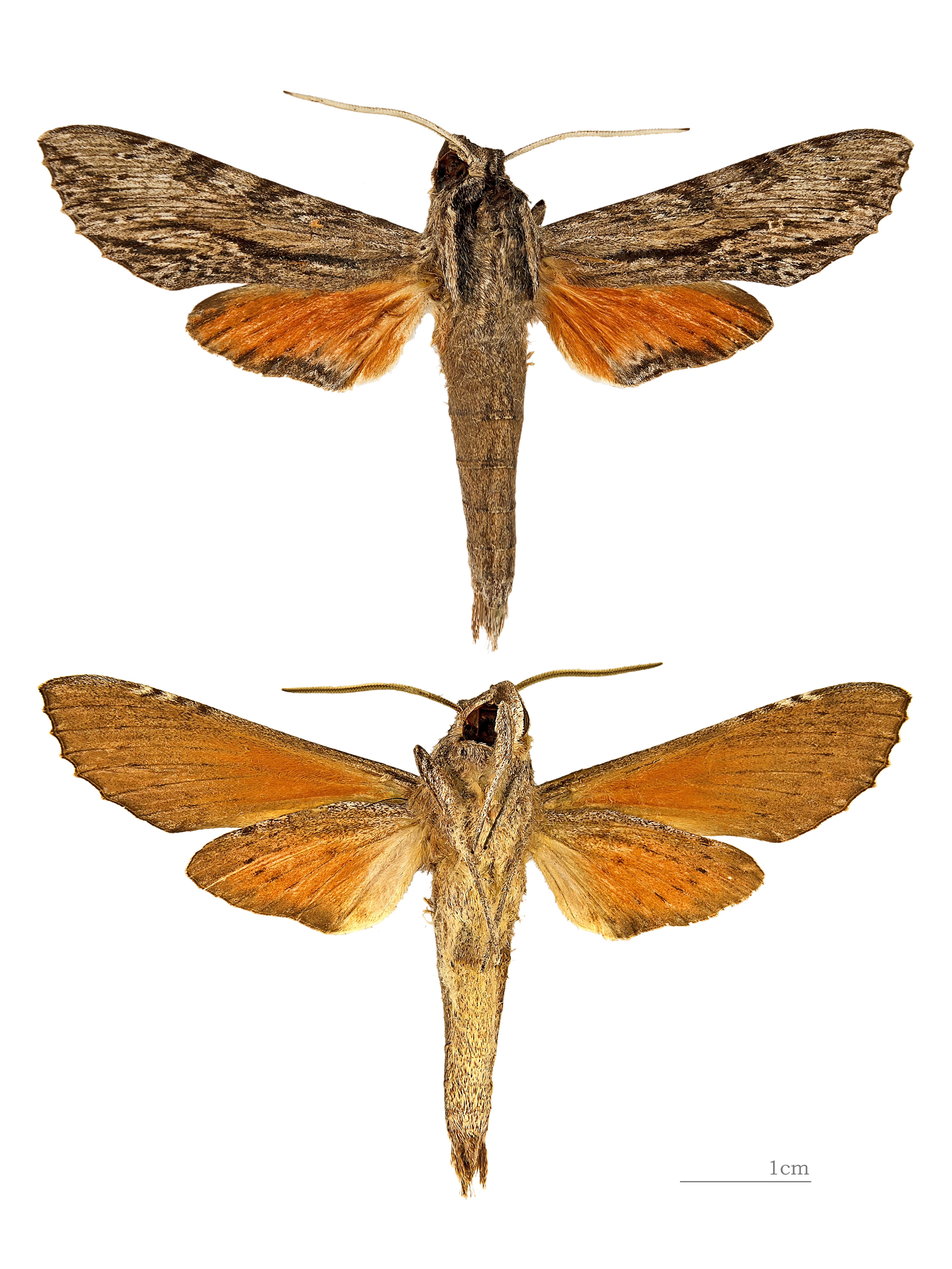
Erinnyis obscura
Erinnyis yucatana